# Gobius ater
Gobius ater is een  straalvinnige vissensoort uit de familie van grondels (Gobiidae). De wetenschappelijke naam van de soort is voor het eerst geldig gepubliceerd in 1888 door Bellotti.
De soort staat op de Rode Lijst van de IUCN als Onzeker, beoordelingsjaar 2007.